# Constantin Tchouïtchenko
Constantin Anatolievitch Tchouïtchenko (Kонстанти́н Анато́льевич Чу́йченко), né le 12 juillet 1965 à Lipetsk (RSFSR), est un homme d'État russe, actuel ministre de la Justice de la fédération de Russie depuis le 21 janvier 2020. 
Il est également membre non-permanent du Conseil de sécurité depuis le 3 février 2020.
Il a le grade civil de conseiller d'État effectif de la fédération de Russie de 1re classe et de conseiller d'État effectif de justitia de la fédération de Russie.

## Biographie
Il naît dans la famille d'un procureur. Plus tard, la famille déménage à Vsevolojsk dans l'oblast de Léningrad.
En 1987, il est diplômé de la faculté de droit de l'Université de Léningrad (Saint-Pétersbourg aujourd'hui), ayant eu pour condisciple Dmitri Medvedev, et commence sa carrière comme stagiaire, enquêteur du bureau du procureur du district de Kalinine de la ville de Léningrad. En 1989-1992, il sert dans les organes de sécurité de l'État à des postes d'officier, vivant alors la dislocation de l'URSS.
En 1992-1994, il est à un poste de direction de la société anonyme Interyouraudit de Faria & T. Selon le journal Novaya Gazeta (n° 63 du 21 août 2006), le copropriétaire de ce cabinet, l'avocat Alexandre de Faria, « représente le gouvernement russe en Europe (en particulier en Allemagne) sur les questions de privatisation et d'attraction des investissements en Russie » depuis 1995. Tchouïtchenko déclare lui-même dans ce même journal que « les projets dont s'occupait cette société [à son époque] concernaient surtout des investissements allemands sur le territoire de la toute nouvelle fédération de Russie », alors en plein bouleversement. Entre 1994 et 2008, il est membre de l'association internationale du barreau « Saint-Pétersbourg » (avocat de la première consultation juridique de la succursale de Moscou). Le décollage de sa carrière dans le secteur privé intervient en 2001, lorsqu'il devient chef du département juridique et membre du conseil d'administration de la compagnie Gazprom. En 2004, il est au poste de directeur exécutif de RosUkrEnergo AG (un des trois directeurs exécutifs de cette compagnie, enregistrée en Suisse dans le canton de Zoug).
En 2008, Tchouïtchenko est pendant dix ans assistant du président de la fédération de Russie en tant que chef du département de contrôle. En 2018, il est élevé qu poste de vice-président du gouvernement de la fédération de Russie et chef de l'administration du gouvernement, fonction qu'il occupe jusqu'en 2020. Entretemps, Dmitri Medvedev le charge de diriger à partir du 8 avril 2019 un groupe de travail pour la rédaction d'un nouveau code des infractions administratives.
Le 21 janvier 2020, il est nommé ministre de la Justice.

## Autres
Depuis 2013, il préside le conseil de surveillance de l'ONG АНО "Центр «Амурский тигр» (Centre du Tigre de l'Amour) et depuis le 3 septembre 2019, il préside le comité d'organisation pour la préparation et la tenue du Forum international sur la conservation de la population de tigres.

## Sanctions
Depuis le 6 avril 2022, il fait l'objet de sanctions (interdiction de territoire et gel éventuel des avoirs) de la part des États-Unis et de la Grande-Bretagne à cause de l'invasion de l'Ukraine par la Russie en 2022.

## Vie privée
Constantin Tchouïtchenko est marié avec Kristina Tikhonova, juriste, et ils ont trois filles.

## Distinctions
- Ordre du Mérite pour la Patrie de IVe classe (3 août 2011)
- Ordre de l'Honneur (23 mars 2008)
- Ordre d'Alexandre Nevski (21 mars 2014)